# Comisión Nacional del Mercado de Valores

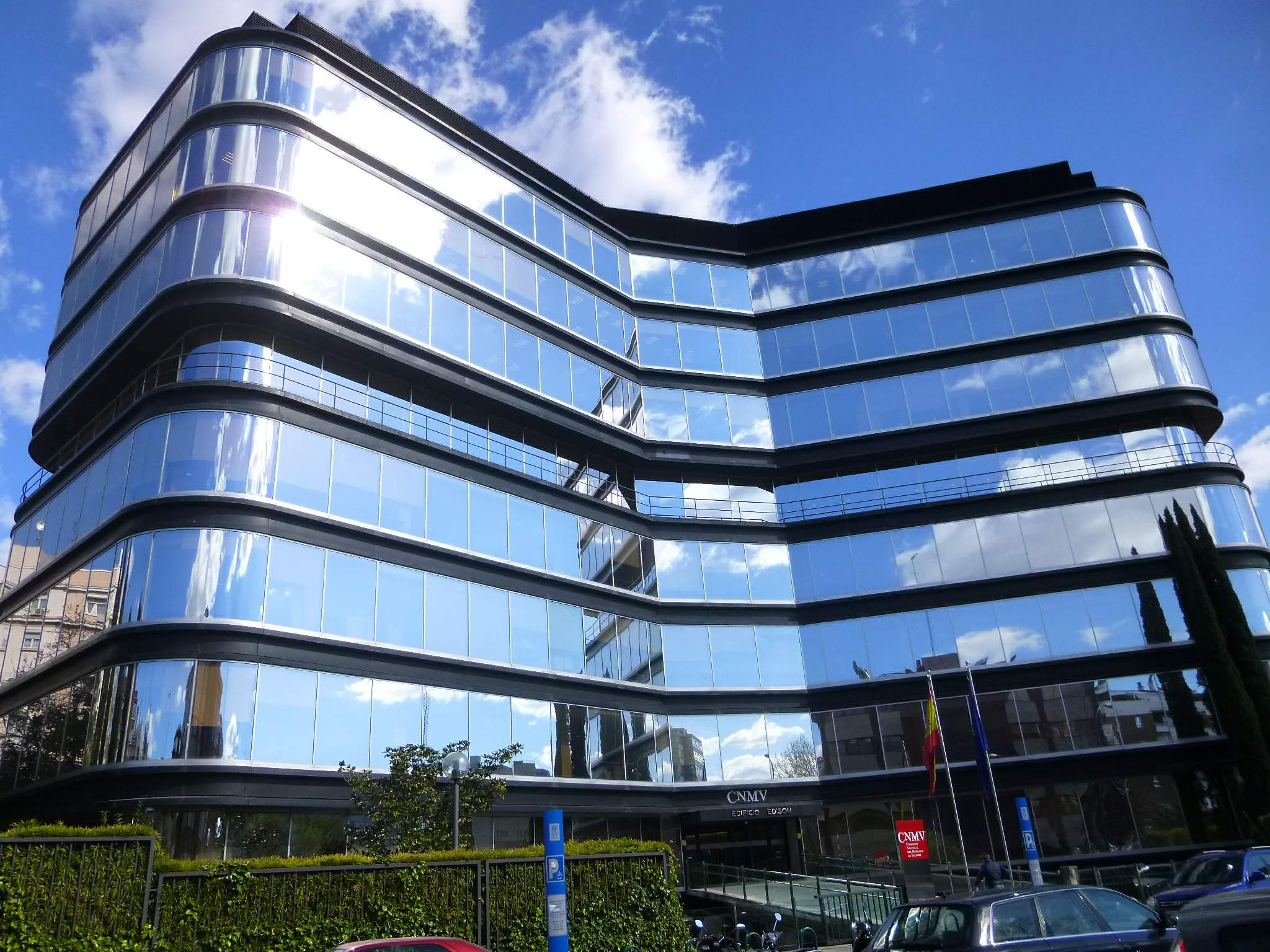
Edificio Edison e sede della commissione

La Comisión Nacional del Mercado de Valores (CNMV; in italiano: Commissione Nazionale del mercato dei valori) è un organismo dipendente della Segreteria di stato dell'economia e appoggio all'impresa del ministero dell'economia e della competitività, fondato nel 1988 e incaricato di supervisionare la borsa valori in Spagna.
Il presidente è Carlos San Basilio Pardo e il vicepresidente è Paloma Marín Bona, nominati il 23 dicembre 2024.

## Presidenti
- Luis Carlos Croissier Batista (ottobre 1988 - 3 ottobre 1996 BOE)
- Juan Fernández-Armesto Fernández-España (4 ottobre 1996 BOE - 5 ottobre 2000 BOE)
- Pilar Valiente Calvo (6 ottobre 2000 BOE- 21 settembre 2001 BOE)
- Blas Calzada Terrados (22 settembre 2001 BOE- 6 ottobre 2004 BOE)
- Manuel Conthe Gutiérrez (7 ottobre 2004 BOE - 27 aprile 2007 BOE)
- Julio Segura Sánchez (5 maggio 2007 BOE - 6 ottobre 2012)
- Elvira Rodríguez Herrer (6 ottobre 2012 BOE - 6 ottobre 2016[2])
- Juan Manuel Santos-Suárez, facente funzioni (6 ottobre 2016 - 25 novembre 2016)
- Sebastián Albella Amigo (25 novembre 2016 - 16 dicembre 2020)[3]
- Rodrigo Buenaventura Canino (16 dicembre 2020 - 24 dicembre 2024)[4]
- Carlos San Basilio Pardo (24 dicembre 2024 - in carica)[5]